# Prodeinodon mongoliensis
Prodeinodon mongoliensis es una especie y tipo del género dudoso  extinto Prodeinodon (“anterior al Deinodon”) es un género de dinosaurio terópodo probablemente carnosaurio, que vivió a mediados del período Cretácico, hace aproximadamente entre 110 y 100 millones de años, entre el Aptiense y Albiense en lo que es hoy Asia. La especie tipo , P. mongoliense, fue descrita por Henry Fairfield Osborn en 1924. P. mongoliensese conoce por un solo diente, recolectado alrededor de 1923 y descrito por Henry Fairfield Osborn en un artículo de 1924, donde también describió varios otros terópodos y saurópodos descubiertos en Mongolia. El holotipo de P. mongoliense, que es el holotipo de todo el género, es AMNH 6265, un solo diente recolectado de la Formación Oosh. Algunos científicos han considerado que P. mongoliense era un carnosaurio.